# چوآنی
چوآنی (به لاتین: Chouani) یک منطقهٔ مسکونی در اتحاد قمر است که در گرند کومور واقع شده‌است. چوآنی ۱٬۷۲۳ نفر جمعیت دارد.